# Natalie Jamalia
Natalie Jamalia (* 19. Juni 1987) ist eine jordanische Schachspielerin. Sie spielte bis 2011 für den ungarischen Schachverband und seitdem für den jordanischen.
Sie wuchs in Ungarn auf und wohnt in Budapest. Vereinsschach spielte sie für den ungarischen Verein Lila Futó und bis 2018 für den Budapester Hűvösvölgyi Sakkiskola Sport Club, mit dem sie in den Saisons 2014/15, 2015/16 und 2017/18 auch in der höchsten ungarischen Liga zum Einsatz kam. Beim Weltschachbund FIDE war sie bis Juni 2006 als Natalia Jamalia gemeldet und von Juli 2006 bis Januar 2012 als Natalie Jamalia. Seit Februar 2012 ist sie dort als Natalie Fuad Kamel Jamaliah geführt. Bei der Schacholympiade 2012 war sie als Natalie Fouad gemeldet.
Seit November 2005 trägt sie den Titel Internationaler Meister der Frauen (WIM). Den Titel erhielt sie für ihren Gewinn der arabischen U20-Meisterschaft der weiblichen Jugend 2005 in Amman.
Bei den 15. Asienspielen 2006 in Doha spielte sie am Frauenbrett der jordanischen Nationalmannschaft. Bei den Panarabischen Spielen 2011 in Doha spielte sie am zweiten Brett der jordanischen Frauennationalmannschaft. Die Mannschaft belegte hinter Algerien den zweiten Platz. In der Einzelwertung der Panarabischen Spiele 2011 belegte sie den dritten Platz hinter Zhu Chen und Mona Khaled. Bei beiden Turnieren konnte sie für Jordanien antreten, weil diese nicht von der FIDE veranstaltet wurden und deshalb die Startberechtigung für einen Schachverband keine Rolle spielte. Für die jordanische Frauennationalmannschaft spielte sie erneut bei der Schacholympiade 2012 in Istanbul, diesmal am dritten Brett, mit einem positiven Ergebnis von 5,5 Punkten aus 10 Partien. Bei der Schacholympiade 2014 in Tromsø spielte sie am zweiten Brett, bei der Schacholympiade 2016 in Baku am vierten Brett.
Ihre höchste Elo-Zahl war 2072 von Januar bis März 2016; sie führte damit die jordanische Elo-Rangliste an.